# NGC 236

NGC 236

NGC 236 هي مجرة في كوكبة الحوت اكتشفت في 3 أغسطس 1864.

## روابط خارجية
- NGC 236 على موقع ويكي سكاي: DSS2, SDSS, GALEX, IRAS, Hydrogen α, X-Ray, Astrophoto, Sky Map, Articles and images